# Клеваев, Вадим Михайлович
Вадим Михайлович Клеваев (18 апреля 1944 года, Чаплыгин, Липецкая область, РСФСР — 24 октября 2002 года, Киев, Украина) — советский и украинский искусствовед, художественный критик, поэт, переводчик, преподаватель Национальной академии изобразительного искусства и архитектуры (НАОМА) Украины.

## Биография
|  |  |

Вадим Михайлович Клеваев родился в семье офицера Красной Армии Михаила Фёдоровича (1896—1956) и педагога Анны Васильевны (1906—1991). В детстве много и тяжело болел, и чтение рано стало его любимым занятием, а самообразование — средством общения с миром. Рано начал писать стихи, переводить с немецкого и французского Р.-М. Рильке, Г. Аполлинера, Т. Корбьера, П. Клоделя. В. М. Клеваев глубоко чувствовал музыку, разбирался в ней, с его мнением считались такие музыканты как В. Сильвестров, И. Блажков, Л. Дичко.
В начале 1950-х годов семья Клеваевых переехала в Киев из Калуги.
С 1961 по 1967 годы В. М. Клеваев учился на искусствоведческом факультете Киевского государственного художественного института, КГХИ (ныне Национальная академия изобразительного искусства и архитектуры, НАОМА), получил диплом с отличием. Дипломную работу «Реалистические основы советского украинского рисунка 1930-х годов» — В. М. Клеваев написал под руководством П. И. Говди, опираясь на материалы уникальной, авангардной по тем временам, выставки украинского рисунка 1917—1941 годов, которая открылась в декабре 1966 года в Государственном музее украинского изобразительного искусства (ныне Национальный художественный музей Украины). Опыт, полученный молодым искусствоведом в работе по систематизации и анализу такого обширного материала, работа в запасниках музея, определили дальнейшее направление профессиональной деятельности.
С 1967 года работал в отделе советского искусства Государственного музея украинского изобразительного искусства, затем в редакции журнала «Образотворче мистецтво» («Изобразительное искусство»), ведущего украинского художественного журнала, органа Министерства культуры УССР и Союза художников Украины. Регулярно публиковал статьи по широкому кругу актуальных проблем теории и истории советского и зарубежного искусства. В 1974 году стал членом Союза художников Украины.
С 1976 года преподавал в Киевском государственном художественном институте. Читал ключевые курсы истории зарубежного искусства. К своей карьере был равнодушен. Мало заботился о получении званий, титулов, как и о собственном некрепком здоровье. Был человеком сокрытым, жил уединенно, семьи не имел.
Умер в 2002 году от сердечно-сосудистой недостаточности. Похоронен на Байковом кладбище в Киеве.

## Преподавательская деятельность
В 1976 году был избран по конкурсу на должность старшего преподавателя кафедры теории и истории искусства Киевского государственного художественного института по специальности «история зарубежного искусства». Обладая незаурядной эрудицией, В. М. Клеваев читал ключевые курсы, прежде всего историю западноевропейского искусства XIV—XVII вв., уделяя особое внимание Северному Возрождению, живописи Веласкеса и Караваджо.
Читал также курсы по искусству Древнего Востока, античности, курс «История мировой культуры». Разработал и читал спецкурсы по иконографии и античной мифологии.
Лекции В. М. Клеваева, похожие на моноспектакль, театр одного актера, запомнились многим поколениям студентов. Вот как описывает свои впечатления выпускник КГХИ А. Шантаев:

Его лекционные курсы — это самое свободное, распахнутое из его художественных проявлений, где обычные уклончивость, осторожность, тщательная взвешенность суждений спадали как завесы, являя не известную нам, увлечённую, энергичную и страстную натуру. Сейчас, спустя приличное количество лет, я отчётливо вижу эту картину с волшебным фонарём. Клеваев ставит очередной слайд, появляется изображение, он стоит за нашим спинами у проектора, взблескивая стёклами очков, рассказывает. Наступает неуловимый момент, подобно гипнозу, и ты, забывая обо всём постороннем, сливаешься с изображением, попадаешь во внутреннее измерение — Пьеро делла Франчески, Гирландайо, не важно кого, и весь исполняешься обманчивым всеведением, всечувствием, словно внутри немыслимого авиосимулятора. Когда внезапно зажигается свет, — со вздохом утираешь лоб и отваливаешься на спинку стула. Клеваев умел просто околдовывать на полтора часа, после которых тебе ещё долго казалось, что ты всё понял про того, или другого художника. Эти непередаваемые лекции были монопьесами. — Шантаев.А.Клеваев. Вступительное эссе в кн.: Вадим Клеваев. Накануне прекрасного дня: Киев, «Факт», 2005
В. М. Клеваев пользовался популярностью среди студентов. Несмотря на то, что он не был знаменит, мало публиковался, его знали студенты всех крупных вузов Киева. На его лекциях нередко можно было встретить филологов и историков из КНУ ім. Т. Г. Шевченка, бывших студентов, которые приходили для того, чтобы ещё раз услышать его. Под руководством В. М. Клеваева написано более 30-ти дипломных, множество курсовых работ.

## Литературное творчество
В архиве В. М. Клеваева сохранилось более 40 поэтических циклов; переводы Р.-М. Рильке, Г. Аполлинера, Т. Корбьера, П. Клоделя. Сохранились также большие фрагменты прозы. Фрагмент романа о Караваджо и романа о Тесее, три пьесы, множество пародий. При жизни не вышло ни одного сборника его стихов, и была только одна публикация цикла «Стихи последнему скифу» в журнале «Новый круг». Тем не менее, его поэзия стала фактом культурного сознания многих людей из разных поколений киевлян.. Сам Клеваев считал поэзию своим главным призванием

## Сохранение наследия
В 2002 году после смерти В. М. Клеваева его коллегам и студентам под руководством Л. А. Лысенко, доцента кафедры истории и теории искусств, удалось вывезти его архив, что позволило подготовить к публикации и издать сочинения Клеваева. Отбор, расшифровку, подготовку материалов архива к публикации, а также составление 4-х томов сочинений В. М. Клеваева осуществили И. Белаш и Я. Хоменко. Была проведена публичная подписка, собраны благотворительные взносы. Друзья, коллеги, ученики В. М. Клеваева пожертвовали сумму, достаточную для издания 2-х первых томов.
В 2005 году в издательстве «Факт» вышли два тома сочинений: 1-й том «Сочинения», куда вошли стихи, переводы, статьи о поэзии и 2-й том «Накануне прекрасного дня. Неоконченный роман об итальянском живописце Караваджо». Тогда же, летом, журналист И. Колесникова сделала передачу о В. М. Клеваеве на радио «Свобода», режиссёр Л. Дроздовская сняла фильм для программы «Особистий простір» на канале «Тонис». В октябре 2005 года в Национальном художественном музее Украины, где работал Клеваев, прошёл вечер памяти Архивная копия от 3 июня 2016 на Wayback Machine В. М. Клеваева, благодаря помощи и участию сотрудников музея, учеников Клеваева М. Задорожной и М. Скирды.
В 2007 году, благодаря финансовой помощи Национальной академии изобразительного искусства и архитектуры и лично ректора А. В. Чебыкина и проректора Н. Я. Михайлюка, а также частному взносу Л. Комского и бескорыстной помощи таких людей как Л. Хоменко, А. Хоменко, Л. Лысенко, О. Сивков, О. Тараненко, П. Тараненко, А. Ветров, Е. Ветрова,Т.Мосиенко, И. Добруцкий, Л. Дычко, Е. Ильенко, Б. Ильенко, В. Косолапов, Н. Костенко, А. Курочкин, О. Люберцева, С. Михальчук, Т. Рязанова, И. Фриз, О. Фролова, О. Булах, Е. Живкова, Н. Заварова, А.Заварова, А. Косик, И. Пиевская, Т. Придатко, Е. Щербина, г-н Роберт Хааб, Р. Косаревская, О. Осадчая, Е. Осауленко, Я. Плохих, Н. Прибега, Ю. Мурашов, О. Малкова были изданы 3-й том сочинений: «Здесь видно несколько влияний …» — пародии и пьесы, и последний, 4-й том — «Лекции по истории искусства». В марте 2007 года в Национальном художественном музее Украины состоялся второй вечер памяти В. М. Клеваева, презентация книг. Был показан новый фильм о В. М. Клеваеве — дипломная работа выпускницы Института кино и телевидения КНУКИ А. Одриной (Комской).
В марте 2008 года проведён «круглый стол», посвящённый творчеству В. М. Клеваева и издана брошюра, куда включены статьи и воспоминания друзей, учеников, коллег.
Архив В. М. Клеваева передан в Национальный художественный музей Украины. Часть тиража книг передана библиотеке НАОМА, а также нескольким крупным библиотекам Киева.

## Книги В. М. Клеваева
Вадим Клеваев. Сочинения 

В книгу включены избранные поэтические циклы, стихотворения, переводы Р. М. Рильке, созданные в период c 1966 по 2001 гг.; статьи о поэзии и несколько страниц из дневника.
Поэтические циклы, вошедшие в книгу
- Стихи о Новгороде Великом (1966)
- Вымышленная автобиография (1966)
- Альбан Берг (1967)
- Играют Шестой Бранденбургский концерт (1967)
- Новогодняя ночь (1969)
- Блудный сын (притча для клавесина) (1970)
- Четыре ночных фантазии (1972)
- Комментарии к метафизике (1972)
- Наречение имен (1972)
- Сны на Страстной неделе (1973)
- Привкус весны (1973)
- Стихам Евгении Ветровой (1973)
- Бесполезные уроки (1973)
- Поэма только для себя (1973—1983)
- Стихи последнему скифу (1974)
- Из-за сцены (1974)
- Шелест звезд (1975)
- М. А. — вместо реквиема (1975)
- Евангельское (1975)
- Из цикла «Простые вещи» (1975)
- Без названия (1977)
- Сокровенный июль (1979)
- Псевдоэлегии (1980)
- Другие ритмы (нач.1980-х)
- Стихи живописца Караваджо (1986)
- Стихи последних лет (сер. 1990-х)

Вадим Клеваев. Накануне прекрасного дня
Книга собрана подобно мозаике — из сохранившихся отрывков прозы, цикла стихов, набросков — фрагментов романа, задуманного, но не осуществленного автором. В середине 1980-х годов В. М. Клеваев начал писать роман о Микеланджело Меризи да Караваджо. Рукопись осталась незаконченной. После смерти В. М. Клеваева среди бумаг его архива были найдены два больших фрагменты прозы, повествующие о коротком периоде жизни и творчества Караваджо, а именно: его работе над полотном «Положение во гроб» для римской церкви Санта Мария ин Валичелла в 1604 г. Эти фрагменты доказывали, что В. М. Клеваев планировал написать художественно-биографический роман, главным героем которого стал бы великий итальянский художник — человек с дурной славой, темной и запутанной судьбой, оказавший огромное влияние на развитие мировой живописи.
Подготавливая рукопись к изданию, составитель включил в книгу приложения, основанные на черновиках и развернутых планах автора: «Детские и юношеские годы Караваджо»; «Караваджо и Рубенс» и «Караваджо. Последние годы жизни» и поэтический цикл «Стихи живописца Караваджо», который по замыслу В. М. Клеваева должен был стать неотъемлемой частью романа. Книга снабжена иллюстрациями и подробными комментариями, что позволяет воссоздать атмосферу конца XVI — начала XVII в.
Вадим Клеваев. Здесь видно несколько влияний

Книга состоит из двух частей. В первой части — избранные пародии, шуточные стихи и проза, подобранные так, чтобы они представляли разные жанры. Во второй части — две пьесы: «История об отроках вавилонских» и «Добрый человек из Унитаза», а также комментарии к ним.
Вадим Клеваев. Лекции по истории искусства

В основе сборника — курс лекций, который В. М. Клеваева читал в Национальной академии изобразительного искусства и архитектуры в течение более чем двадцати лет. В книге пять разделов:
- Искусство Древнего мира
- Введение в курс «История культуры»
- Лекции по истории искусства. Эпоха Возрождения — XVII век
- Статьи о зарубежном искусстве XX века
- В пятом разделе размещены материалы, напрямую не связанные с искусствознанием. Это фрагменты ненаписанного романа «Тесей», над которым Клеваев работал в конце 60-х годов.

К книге прилагается электронный каталог иллюстраций, который включает шедевры 100 мастеров западноевропейского искусства.

## Избранные публикации
- Державний музей українського образотворчого мистецтва /буклет/. К., «Мистецтво», 1969.

Статьи в печатных органах Союза художников Украины — журналах «Мистецтво» и «Образотворче мистецтво»:
- Мистецтво закликає. «Мистецтво», 1969, № 2.
- Великий гуманіст. Альбрехт Дюрер. «Образотворче мистецтво» , 1971, № 3
- Прогресивне мистецтво світу у боротьбі за мир. «Образотворче мистецтво» 1971, № 5
- Перші кроки молодих. «Образотворче мистецтво», 1972, № 2
- Відтворення гармонії.Антуан Бурдель. «Образотворче мистецтво», ", 1972, № 5
- Революційні традиції радянського мистецтва і сучасний художній процес."Образотворче мистецтво", 1973, № 4
- Мистецтво боротьби та перемоги. «Образотворче мистецтво», 1974, № 1
- Тридцятиріччю Перемоги присвячена. «Образотворче мистецтво», 1975, № 3
- Кіпрські образи Георгія Чернявського. «Образотворче мистецтво», 1975, № 5
- Висока місія митця. «Образотворче мистецтво», 1976, № 4.
- Епоха і творчість. До 400-ліття від дня народження П. П. Рубенса. «Образотворче мистецтво», 1977, №З
- Великий майстер Відродження. До 400-ліття смерті Тиціана Вечелліо. «Образотворче мистецтво», 1977, № 7
- Джорджоне да Кастельфранко. «Образотворче мистецтво», 1978, № 3
- Від самогубства мистецтва до мистецтва самогубства. «Образотворче мистецтво», 1980, № 3
- Фальсифікатори та їx сутність. «Образотворче мистецтво», 1983, № 2
- Проблема соціального замовлення в буржуазному мистецтві «0бразотворче мистецтво», 1985, № 3
- Буржуазний модернізм і світова мистецька спадщина. «Образотворче мистецтво», 1986, № 4